# Jasieniec (powiat grójecki)
Jasieniec – wieś sołecka w Polsce, położona w województwie mazowieckim, w powiecie grójeckim, w gminie Jasieniec, której jest siedzibą.
Wieś szlachecka położona była w drugiej połowie XVI wieku w powiecie grójeckim ziemi czerskiej województwa mazowieckiego. 
W latach 1954–1957 wieś należała do gromady Czersk, po przeniesieniu siedziby, należała i była siedzibą władz gromady Jasieniec. W latach 1975–1998 miejscowość należała administracyjnie do województwa radomskiego.
Miejscowość jest siedzibą parafii św. Rocha, należącej do dekanatu grójeckiego, archidiecezji warszawskiej. W miejscowości znajdują się m.in. zabytkowy kościół Zesłania Ducha Świętego oraz pałac z połowy XIX wieku.
Przez miejscowość przebiega droga wojewódzka nr 730.
Urodzili się tu m.in. Eleonora Ziemięcka (1819-1869) – filozofka i Antoni Snopczyński (1896-1944) – poseł na Sejm II, III i IV kadencji w II Rzeczypospolitej.

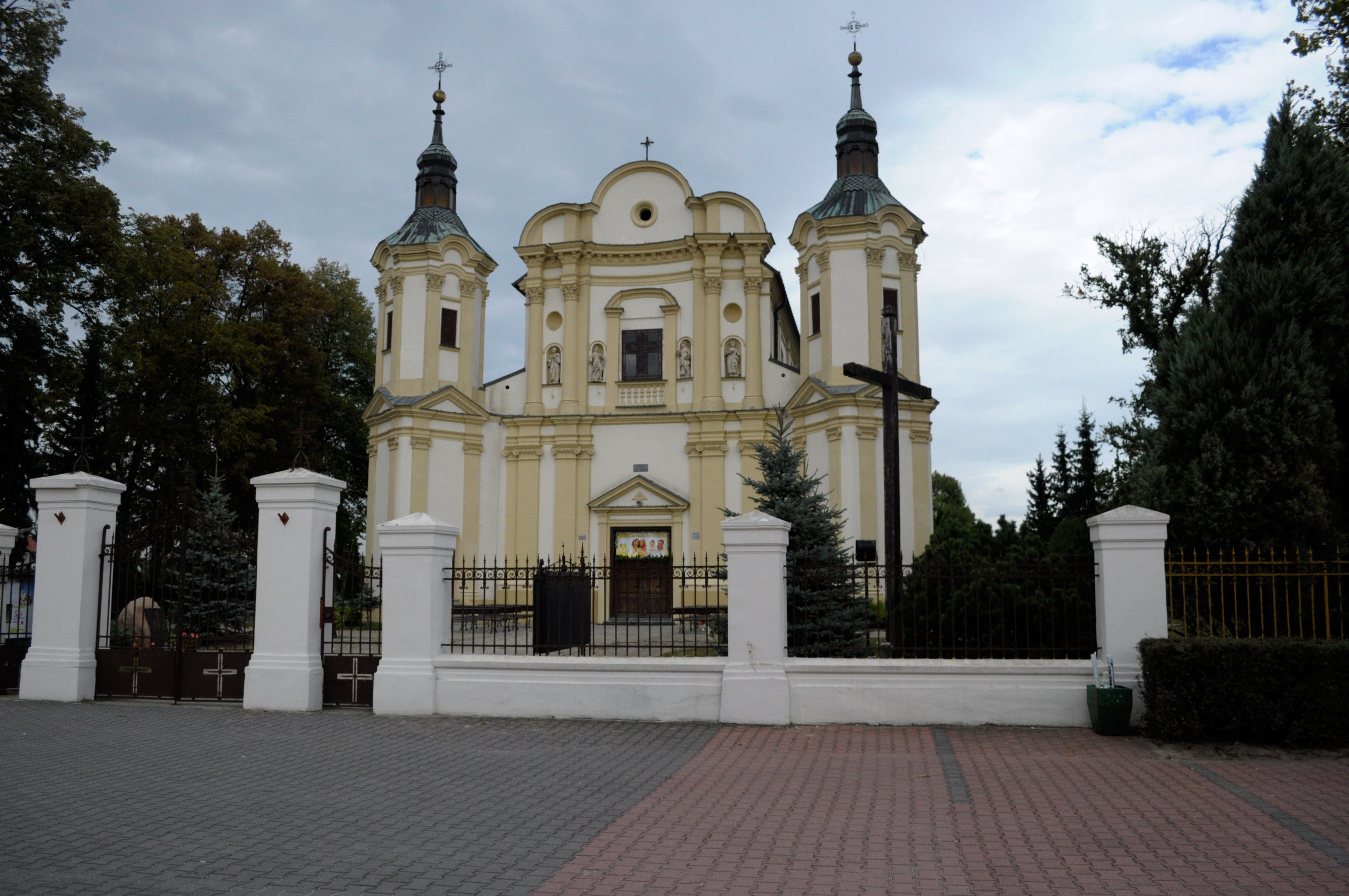
Kościół pw. Zesłania Ducha Świętego
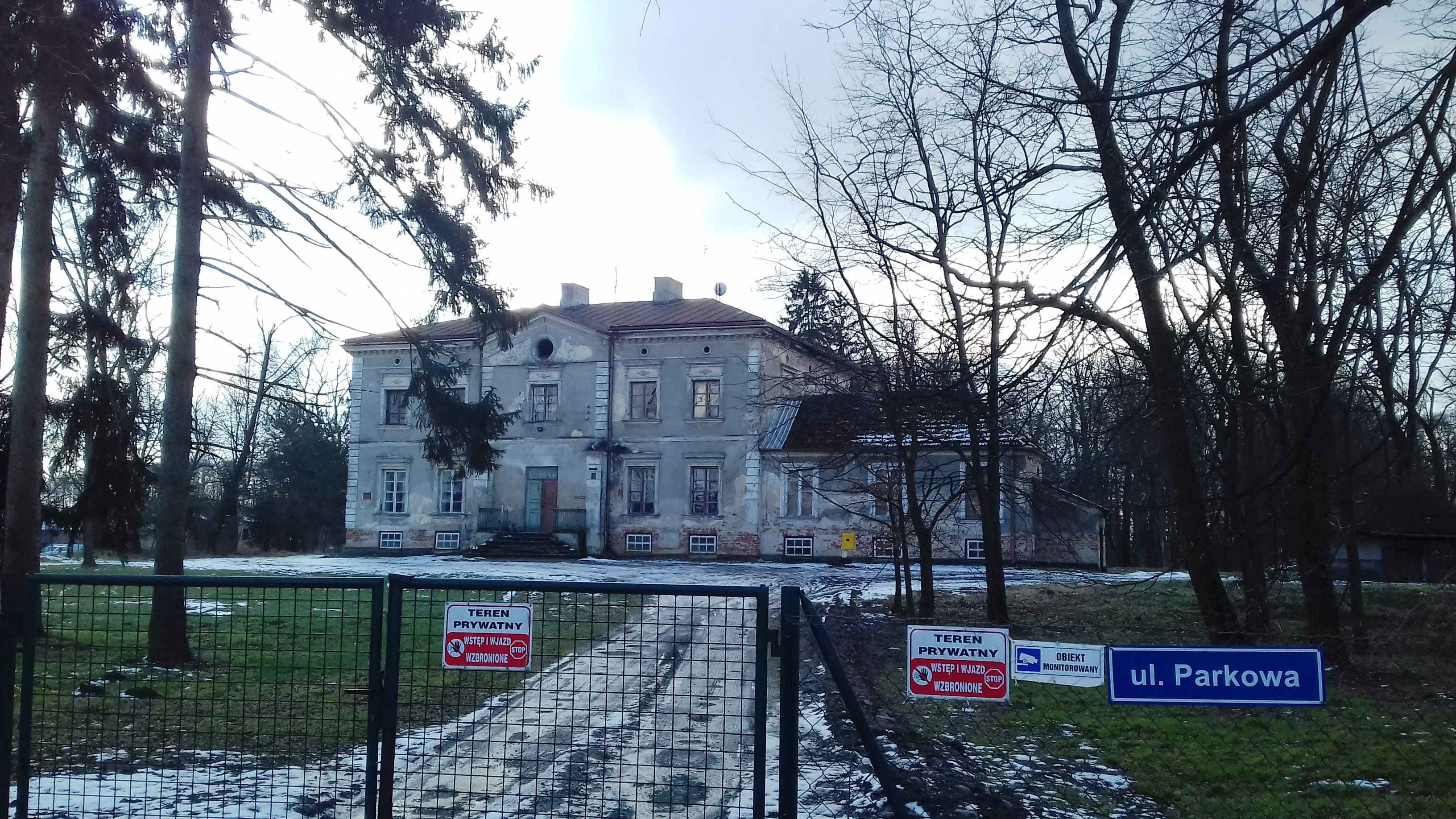
Jasieniecki pałac